# Bira (fiume)
La Bira (in russo Бира́?) è un fiume dell'Estremo Oriente russo, affluente di sinistra dell'Amur. Scorre nei rajon Oblučenskij, Birobidžanskij e Smidovičskij rajon dell'Oblast' autonoma ebraica. 

## Descrizione
Il fiume ha origine dalla confluenza dei fiumi Sutara e Kul'dur che scendono rispettivamente dai monti Sutar e dai Malyj Chingan. Scorre principalmente in pianura in direzione orientale fino all'omonimo villaggio di Bira, poi volge a sud est, dopo Birobidžan si dirige a sud-sud-est fino a sfociare nell'Amur. La lunghezza del fiume è di 261 km (424 km secondo la Grande enciclopedia sovietica), l'area del bacino è di 9 580 km².
La ferrovia Transiberiana e l'autostrada 297 «Amur» Čita-Chabarovsk corrono nella parte alta e media della valle della Bira.